# John Frusciante
John Anthony Frusciante Jr. (New York, 5 marzo 1970) è un cantautore e polistrumentista statunitense.
Famoso soprattutto come chitarrista, è membro attivo dei Red Hot Chili Peppers nei periodi intercorsi fra il 1988 e il 1992 e fra il 1998 e il 2009 e di nuovo dal 2019, pubblicando otto album con il gruppo. A partire dal 2012, Frusciante produce anche acid house sotto il nome di Trickfinger.
Nel 2010 è stato riconosciuto dalla BBC come miglior chitarrista degli ultimi 30 anni e il 14 aprile 2012 è stato introdotto nella Rock and Roll Hall of Fame come membro dei Red Hot Chili Peppers. È stato dichiarato dalla rivista Rolling Stone uno dei nuovi tre Guitar Gods, con Derek Trucks e John Mayer. La stessa rivista lo pone al 25º posto nella classifica dei 250 migliori chitarristi della storia.

## Biografia

### Primi anni
Frusciante nasce nel Queens, quartiere di New York, il 5 marzo 1970 da una famiglia di origine italiana (il suo bisnonno paterno, Generoso Frusciante, era originario di Apice, in provincia di Benevento), figlio di John Anthony Frusciante Sr. (nato a New York l'11 gennaio 1945), un magistrato, andato in pensione nell'ottobre del 2010, da sempre appassionato di musica e pianista certificato presso la Juilliard School, e di Gail Haworth Bruno (nata a New York il 19 febbraio 1946), una cantante, che dovette però abbandonare la vocazione per dedicarsi alla famiglia (partecipò, però, ad una canzone dei Red Hot Chili Peppers, Under the Bridge).
A causa del lavoro del padre, cresce tra Tucson (in Arizona) e la Contea di Broward (in Florida), sino a quando, a seguito del divorzio dei genitori, si trasferisce con la madre, all'età di 12 anni, dapprima a Santa Monica (in California) e, l'anno seguente, a Los Angeles, nel quartiere residenziale di Mar Vista. John ha quattro fra fratelli e sorelle: le due sorelle Lily ed Anna, insieme al fratello Michael, sono nati dal matrimonio di John Sr. con la sua seconda moglie, Margaret Ellen Holmes, mentre suo fratello Erik è nato dal secondo matrimonio di Gail Haworth Bruno con Laurence Berkley, suo patrigno.
Frusciante ha cominciato a studiare chitarristi come David Gilmour e Jimi Hendrix sin da quando aveva undici anni, intorno ai 13-14 anni conosce la musica dei Red Hot Chili Peppers grazie al suo maestro di chitarra dell'epoca, Mark Nine, che aveva fatto un'audizione e per cui sperava di essere scelto (venne poi ingaggiato Jack Sherman), John Frusciante rimase affascinato dal gruppo che vide per la prima volta nel video True Men Don't Kill Coyotes. Intorno ai 18 anni scoprì la discografia di Frank Zappa, grazie ad un amico che lavorava per la famiglia Zappa e cominciò a studiarlo per diverse ore al giorno.

### Red Hot Chili Peppers

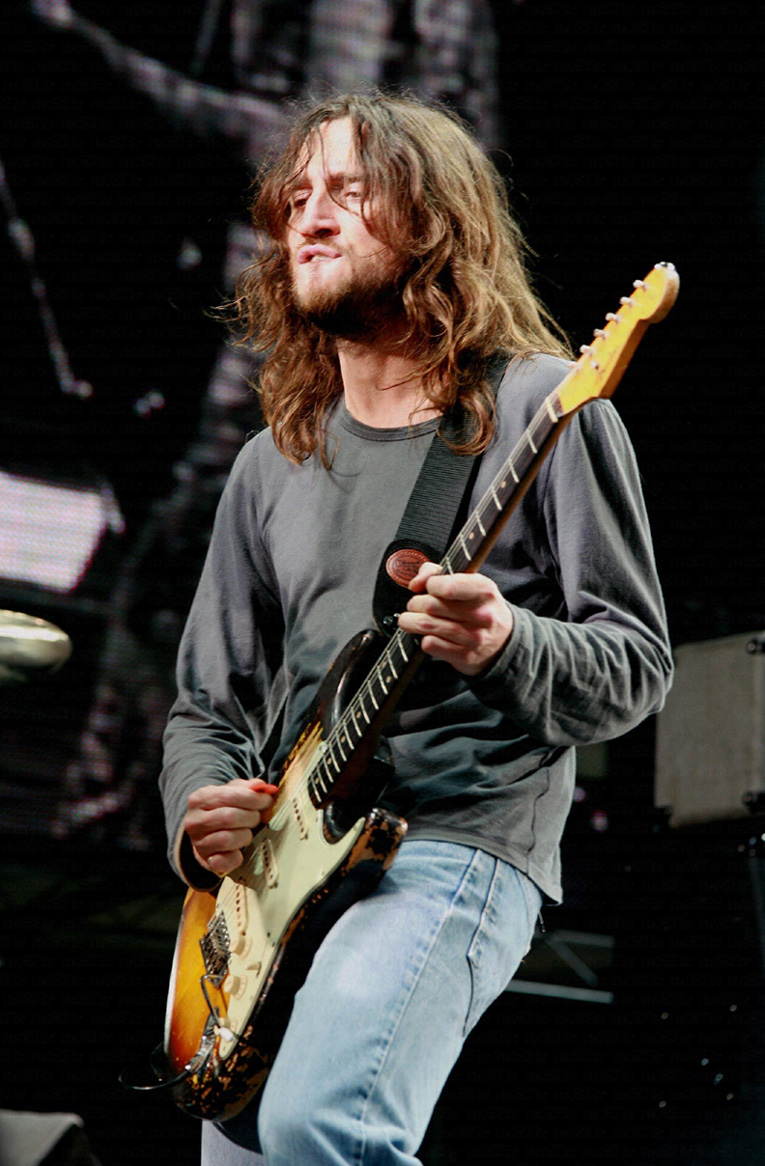
John Frusciante nel 2006

Quando John Frusciante ascoltò per la prima volta i Red Hot Chili Peppers in concerto, nel 1985, in particolare venne colpito da Hillel Slovak, il chitarrista cofondatore del gruppo e chitarrista effettivo tra il 1985 ed il 1988 a cui John si ispira per la propria evoluzione musicale, come risulterà evidente nell'album Mother's Milk del 1989. Hillel muore però per un'overdose di eroina il 25 giugno 1988, e nello stesso periodo, il batterista Jack Irons lascia per motivi personali la band, che comunque il bassista Flea e il cantante Anthony Kiedis decidono di non sciogliere. Poco prima, sempre nel 1988, un'amica gli presenta il batterista D.H. Peligro (ex batterista dei Dead Kennedys), con cui stringe amicizia e cominciano a suonare in una band in stile Red Hot Chili Peppers ed a partecipare a delle jam session. In una di queste Frusciante entra in contatto con Flea, grazie a Peligro che lo aveva contattato al rientro dal tour europeo di The Uplift Mofo Party Plan. Alla fine della jam, il bassista dà il proprio numero di telefono a Frusciante, che lo ricontatta dopo qualche settimana per invitarlo ad una nuova jam, Flea risponde però al telefono sconvolto per la morte, appena avvenuta, di Hillel Slovak. Flea richiama tempo dopo Frusciante, per ricominciare a suonare insieme e rimane impressionato dalle sue capacità di chitarrista, dicendogli che se la band fosse ripartita lui sarebbe sicuramente stato chiamato per un'audizione.
Nel frattempo però i Red Hot Chili Peppers avevano ingaggiato un altro chitarrista con cui avevano già avuto un accordo in precedenza, Dewayne Mcknight. Flea però invitò tempo dopo Frusciante a registrare alcune parti di chitarra a casa propria, su alcune tracce, per confrontarle con quelle già registrate da Mcknight, alla fine della giornata, quando Frusciante andò via, Flea si convinse (spinto anche dalla moglie Lusha) che egli fosse il chitarrista giusto per la band. Dopo due settimane Frusciante venne avvisato da Flea che i Thelonious Monster (band losangelina all'epoca in stretto contatto con i RHCP), stavano tenendo un'audizione per un chitarrista, ma lo avvisò che comunque loro avrebbero avuto la precedenza sull'ingaggio se ne avessero avuto bisogno. Frusciante passò l'audizione a cui assistette anche Anthony Kiedis e nel tardo pomeriggio dopo averne parlato insieme a Flea, intorno alle 18:00, Frusciante venne chiamato e gli venne chiesto di diventare il nuovo chitarrista dei Peppers, proposta che John accettò con grande entusiasmo ed effettivamente entrò nella band poco prima di Chad Smith. John divenne il membro chiave del gruppo nell'epoca di Mother's Milk: l'album, uscito nell'agosto del 1989, ebbe un buon successo, permettendo al gruppo di iniziare a farsi conoscere in ambito internazionale. L'album presenta forti influenze funk-metal, in parte accentuate e portate all'estremi dal produttore dell'album (come affermato da John Frusciante stesso in un'intervista con Rick Rubin nel 2022), con parti di chitarra spesso veloci e molto ritmate. L'album dimostra che Frusciante, 18enne all'epoca della registrazione dell'album nel 1988, fosse un chitarrista estremamente talentuoso e adatto alla musica dei Red Hot Chili Peppers.
Il relativo Mother's Milk tour che ne susseguì, fu un vero e proprio trionfo di critica e di successo. Il tour evidenziò la figura di John, il cui carattere estroverso ed il suo stravagante modo di esibirsi, unito al suo carisma sul palco e alla sua particolare maniera di suonare, si integrava perfettamente con il resto della band, arrivando ad offuscare in certi momenti persino l'altrettanto carismatica figura di Anthony Kiedis. Successivamente, nel settembre del 1991 la band pubblicò Blood Sugar Sex Magik, album con cui Frusciante e compagnia raggiunsero definitivamente il successo mondiale, affermandosi per la prima volta nella scena mainstream di tutto il mondo. L'album presenta alcuni tra i pezzi più iconici mai registrati dal gruppo, come Give it Away e Under the Bridge. In questo album, Frusciante perfeziona il suo stile, semplificando il suo modo di suonare per entrare più in armonia con quello del bassista del gruppo Flea. L'album, composto da 17 brani, presenta riff di chitarra estremamente funk, con parti più heavy e distorte, e per la prima volta un paio di ballad lente e malinconiche. Con la presenza di un ispiratissimo John Frusciante alla chitarra, i Red Hot Chili Peppers raggiungono la loro formula vincente, che li porta ad essere conosciuti in tutto il mondo, con un successivo tour mondiale.
Tra il 1989 e il 1991 ha dato vita, insieme a Flea dei Red Hot Chili Peppers, Angelo Moore dei Fishbone e all'ex membro dei Germs Nik Alexander, ad un side project chiamato H.A.T.E. (Hops Anarchy Truth for Everyone). La band non pubblicò mai nulla di registrato in studio, ma si limitò solamente ad esibirsi dal vivo, suonando live alcune cover di famose canzoni di gruppi hardcore-punk.

### L'abbandono, la crisi e i ritorni

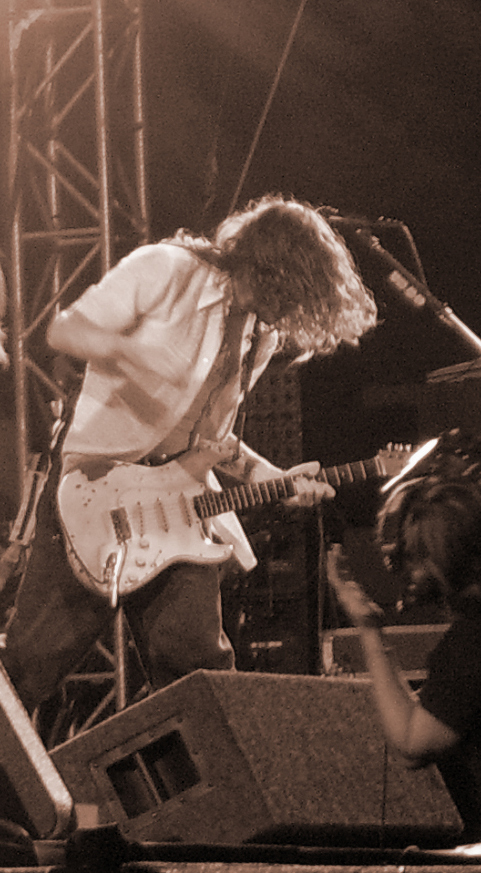
Frusciante durante il tour di Stadium Arcadium con i Red Hot Chili Peppers nel 2006

Il 7 maggio 1992, durante il tour di Blood Sugar Sex Magik in Giappone, John Frusciante lasciò il gruppo per motivi legati alla droga e ad altri motivi personali, legati soprattutto al rifiuto di accettare la troppa popolarità che la band aveva ormai raggiunto con Blood Sugar Sex Magik, l'inevitabile trasformazione del gruppo da band underground a mainstream, e ai continui litigi con Anthony Kiedis. Accomiatandosi disse “dite a tutti che sono impazzito…”. Per la realizzazione del successivo album One Hot Minute, al posto di Frusciante venne chiamato il chitarrista Dave Navarro, che suonò con i RHCP anche a Woodstock '94.
John si chiuse in sé stesso condizionato anche dalla sua misantropia e dalla depressione, causata dalla morte del suo grande amico, l'attore River Phoenix. Isolatosi nel suo appartamento, trascorre le sue giornate nella più completa solitudine, a scrivere musica e a fare un uso sempre maggiore di droghe, in particolare eroina. Le sue braccia si coprono di ascessi e perde diversi denti; sono otto le overdose che si provoca in questo che, senza tema di smentite, può essere considerato il periodo più critico della sua giovane esistenza. Dopo cinque anni di dipendenza, nel 1997 decide di disintossicarsi.
Nel 1998 Frusciante rientrò nel gruppo al posto di Navarro, incidendo Californication (1999), che ebbe uno straordinario successo. In questo album Frusciante decise di suonare in maniera più minimalista, creando alcuni dei pezzi più iconici nella storia dei Red Hot Chili Peppers e della musica anni '90 in generale, quali Californication, Scar Tissue e Otherside. Nello stesso anno suonarono ancora a Woodstock. I lavori successivi furono By the Way (2002) e Stadium Arcadium (2006), anch'essi album di notevole successo. In By The Way, Frusciante prese una direzione molto più melodica che in passato, mentre in Stadium Arcadium vi sono con parti di chitarra più complesse, sovraincisioni e assoli più tecnicamente complicati. Il 23 agosto 2003 i Red Hot Chili Peppers si esibiscono in una delle loro esibizioni live più famose, il concerto allo Slane Castle.
Il 20 gennaio 2009 uscì The Empyrean, il suo decimo disco da solista. Si tratta di un concept album a cui hanno collaborato Flea, Johnny Marr (ex chitarrista degli Smiths), Sonus Quartet e The New Dimension Singers.
Il 16 dicembre 2009 tramite un comunicato sul suo blog ufficiale annuncia la sua uscita dai Red Hot Chili Peppers per "dedicarsi esclusivamente ai propri progetti e alla realizzazione di album solisti", optando per una carriera volta più alla sperimentazione che all'alta classifica. Al suo posto la band chiama il chitarrista Josh Klinghoffer, già ben conosciuto dalla band in quanto attivo nei tour, suggerito inoltre dallo stesso Frusciante.
Nel 2012 Frusciante lancia un suo nuovo progetto acid house sotto il nome di Trickfinger, e pubblica l'EP di due tracce Sect In Sgt. Il secondo album sotto l'alias Trickfinger viene pubblicato poi nell'aprile del 2015: in questa pubblicazione si notano ulteriori sperimentazioni dell'artista con il genere acid house, cominciate sin dal 2007.
Il 24 novembre 2015 pubblica, in contemporanea sul suo sito web personale e sulle piattaforme Bandcamp e SoundCloud, 18 tracce inedite realizzate tra il 2009 e il 2011 (a eccezione di una nuova versione di Zone, canzone già presente nell'album Enclosure del 2014), tutte disponibili per il download gratuito. Nel 2015 collabora alla realizzazione dell'album dei Duran Duran Paper Gods, partecipando in quattro canzoni: What Are The Chances, Butterfly Girl, The Universe Alone e Northern Lights.
Nel 2017 - riprendendo l'alias Trickfinger - pubblica il terzo disco acid house, le cui tracce vennero originariamente registrate dieci anni prima, sempre in sede di registrazione del secondo album.
Il 15 dicembre 2019 viene annunciato il suo ritorno nei Red Hot Chili Peppers tramite un post su Instagram pubblicato dal profilo ufficiale della band, e rilanciato poco dopo anche dal bassista Flea e dal batterista Chad Smith, nel quale viene anche annunciata la separazione con lo stesso Josh Klinghoffer.
Nel 2020 Frusciante pubblica - in concomitanza con il lancio della sua nuova etichetta Evar Records - gli EP Look Down, See Us e She Smiles Because She Presses the Button sotto l'alias Trickfinger, e l'album elettronico strumentale Maya sotto suo vero nome. Il ritorno di Frusciante nei Red Hot Chili Peppers, permette al gruppo di dare alla luce, nel corso del 2022, due nuovi album: Unlimited Love e Return of the Dream Canteen, rispettivamente il dodicesimo e tredicesimo album della band losangelina.
Il 3 febbraio 2023, Frusciante pubblica un nuovo album solista di genere ambient in due versioni - una masterizzata per vinile mentre una seconda per CD e servizi streaming - intitolati rispettivamente .i: e :ii.. Il 22 maggio dello stesso anno, Frusciante annuncia un terzo album solista nuovamente sotto l'alias Trickfinger, anticipando due tracce inedite disponibili all'ascolto tramite l'acquisto di merchandise dedicato dell'artista.

## Chitarre
John Frusciante durante i suoi concerti suona spesso chitarre vintage. Il suo modello preferito è la Fender Stratocaster: la più usata è la Strato in tre colori sunburst del 1962; prima era solito suonare con una due colori sunburst del 1955, ma dal tour successivo all'album Californication lo si può vedere con una Stratocaster Bianca del '61. Per alcune canzoni è solito usare una Fender Telecaster Custom in tre colori sunburst del 1962 ed una Gibson Les Paul "black beauty" Custom nera del 1972. L'esemplare più prezioso del suo set è però la Gretsch White Falcon, chitarra vintage usata nel video di Californication, in quello di Otherside e in diverse esibizioni dal vivo. Possiede anche una Fender Stratocaster Fiesta Red, usata nel concerto Live Earth.
Il disco Blood Sugar Sex Magik è stato registrato con una Jaguar del 1966 sherwood green con block inlays e paletta in vernice body. Dall'ultimo tour con i Red Hot Chili Peppers nel 2007 ha suonato anche una Stratocaster Fiesta Red del '61.
Per un periodo utilizzò anche una Fender Mustang del 1965, chitarra utilizzata da musicisti quali David Byrne, Kurt Cobain, Todd Rundgren, Graham Coxon e Adrian Belew. 
Possiede inoltre una Fender Jaguar di colore fiesta red del 1962 e per le esibizioni acustiche utilizza invece due Martin 0-15 degli anni cinquanta. Per le registrazioni dell'album Pbx Funicular Intaglio Zone e dell'Ep Letur Lefr Frusciante ha dichiarato di aver utilizzato una Yamaha SG.

## Influenze
L'influenza più pronunciata nel modo di suonare la chitarra di John Frusciante è quella di Jimi Hendrix, sebbene abbia cominciato a emulare gli shredding sin dall'adolescenza. È anche ispirato da artisti glam rock come David Bowie e T. Rex, ma anche da Captain Beefheart, Frank Zappa, The Residents, The Velvet Underground e Kraftwerk. Un'altra grande influenza di Frusciante è John McGeoch per i suoi album registrati con Siouxsie and the Banshees e Magazine: "John McGeoch è un tale chitarrista, aspiro ad essere come lui. Ha una nuova brillante idea per ogni canzone. Di solito suono ascoltando quello che fa su Magazine e i dischi di Siouxsie and the Banshees come Juju".
Negli album Californication e By the Way, il chitarrista crea nuove trame ispirate a gruppi post-nk come The Smiths, The Cure e Fugazi.
Nei suoi lavori recenti, l'artista cita musica elettronica come principale influenza, inclusi i gruppi Aphex Twin, Depeche Mode, New Order, The Human League, nonché Christian Fennesz.

## Vita privata

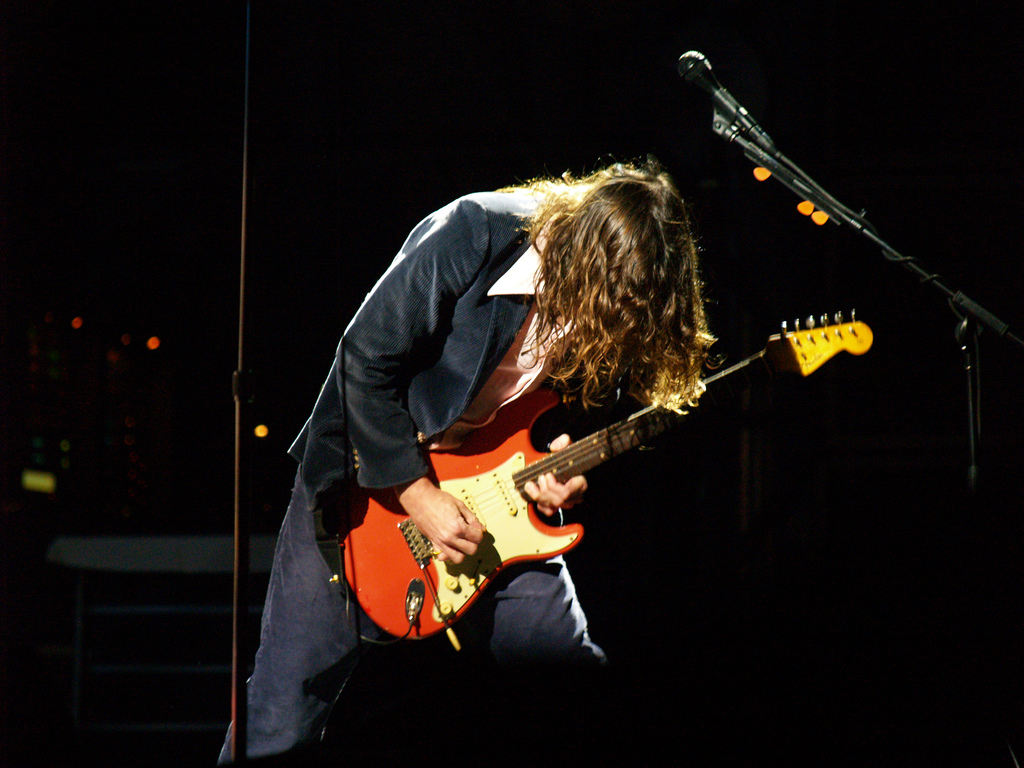
John Frusciante a New Orleans nel 2006

Nel 2011 Frusciante sposa Nicole Turley, batterista e cantante del gruppo sperimentale Swahili Blonde. L'8 maggio 2015 viene comunicato che la Turley ha presentato un'istanza di divorzio. Il 3 ottobre 2015, Turley annuncia che sta chiedendo 75.000 dollari al mese all'ormai ex marito per il loro divorzio. Secondo i documenti del tribunale, Turley, che riceve già la somma di 20.000 dollari al mese, ha bisogno di una cifra di importo superiore per mantenere la propria qualità di vita. Nicole dichiara che il patrimonio di Frusciante è pari a una cifra di circa 14 milioni di dollari e che lei ha diritto a una cifra superiore poiché ha a disposizione un team di assistenti personali ed è proprietaria di tre case, oltre che di uno studio di registrazione privato. La settimana seguente, Frusciante risponde alle richieste di Turley dichiarando che non avrebbe mai pagato tale cifra all'ex moglie, affermando inoltre che lei ha spesso usato i soldi dati da lui per darli al fratello maggiore di lei. Inoltre Frusciante dichiara di essere costretto a pagare il conto per la carriera musicale di Nicole, affermando: "Non so se si possano chiamare i suoi sforzi di registrazione come un hobby o un passatempo... ma sembra improprio definire Nicole come una musicista professionista". Il 19 ottobre 2015 un giudice stabilische, a favore della Turley, il pagamento da parte di Frusciante di 53.000 dollari al mese, oltre che la copertura di tutte le spese legali.

## Discografia parziale

### Solista

#### Album in studio
- 1994 – Niandra LaDes and Usually Just a T-Shirt
- 1997 – Smile from the Streets You Hold
- 2001 – To Record Only Water for Ten Days
- 2002 – From the Sounds Inside
- 2004 – Shadows Collide with People
- 2004 – The Will to Death
- 2004 – Inside of Emptiness
- 2004 – A Sphere in the Heart of Silence
- 2005 – Curtains
- 2009 – The Empyrean
- 2010 – Omar Rodriguez Lopez & John Frusciante (con Omar Rodríguez-López)
- 2012 – PBX Funicular Intaglio Zone
- 2014 – Enclosure
- 2015 – Renoise Tracks 2009-2011
- 2020 – Maya
- 2023 – . I :
- 2023 -  II .

#### Album in studio sotto l'alias Trickfinger
- 2012
- 2015 – Trickfinger
- 2017 – Trickfinger II
- 2020 – Look Down, See Us
- 2020 – She Smiles Because She Presses the Button

#### Colonne sonore
- 2004 – The Brown Bunny Soundtrack

#### Album dal vivo
- 2001 – Live at Angel Orenzas, NY
- 2001 – Live at Paradiso
- 2001 – Off The Map
- 2003 – Live at Slane Castle
- 2005 – ATP Festival

#### EP
- 2000 – Going Inside
- 2004 – DC EP
- 2010 – Speed Dealer Moms EP
- 2012 – Letur-Lefr EP
- 2013 – Outsides EP
- 2016 – Foregrow

#### Singoli
- 1997 – Estrus/Outside Space
- 2004 – Song To Sing When I'm Lonely

#### Partecipazioni
- 2003 - AA.VV. We're a Happy Family - A Tribute to Ramones, con il brano Today Your Love, Tomorrow The World

#### Collaborazioni
- Kristen Vigard (di Kristen Vigard) (1988)
- Beautiful Mess (dei Thelonious Monster) (1992)
- Anytime At All (dei Banyan) (1999)
- Rev (di Perry Farrell) (1999)
- You Come and Go Like a Pop Song (di The Bicycle Thief) (1999)
- The Psychotic Friends Nuttwerx (dei Fishbone) (2000)
- The Id (di Macy Gray) (2001)
- Blowback (di Tricky) (2001)
- American IV: The Man Comes Around (di Johnny Cash) (2002)
- Unearthed (di Johnny Cash) (2003)
- Dragonfly (di Ziggy Marley) (2003)
- De-Loused in the Comatorium (dei Mars Volta) (2003)
- A Manual Dexterity: Soundtrack Volume 1 (di Omar Rodríguez-López) (2004)
- Frances the Mute (dei Mars Volta) (2005)
- Amputechture (dei Mars Volta) (2006)
- Music for the Divine (di Glenn Hughes) (2006)
- Hourglass (di Dave Gahan) (2007)
- 8 Diagrams (dei Wu-Tang Clan) (2007)
- The Bedlam in Goliath (dei Mars Volta) (2008)
- Digi Snacks (di RZA) (2008)
- Octahedron (dei Mars Volta) (2009)
- The Spirit of Apollo (dei N.A.S.A.) (2009)
- Sepulcros De Miel (di Omar Rodríguez-López Quartet) (2010)
- Man Meat (di Swahili Blonde) (2010)
- Medieval Chamber (dei Black Knights) (2014)
- Paper Gods (dei Duran Duran) (2015)

### Con i Red Hot Chili Peppers

#### Album in studio
- 1989 – Mother's Milk
- 1991 – Blood Sugar Sex Magik
- 1999 – Californication
- 2002 – By the Way
- 2006 – Stadium Arcadium
- 2022 – Unlimited Love
- 2022 – Return of the Dream Canteen

### Con gli Ataxia

#### Album in studio
- 2004 – Automatic Writing
- 2007 – AW II

## Omaggi
- Nel 1994 lo scrittore italiano Enrico Brizzi si ispirò al chitarrista per il titolo del suo romanzo Jack Frusciante è uscito dal gruppo, cambiando però il nome da John a Jack per non incorrere in problemi legali[27]. Dal romanzo è stato tratto anche un film del 1996, Jack Frusciante è uscito dal gruppo. Nonostante il titolo, il nome del chitarrista viene solo accennato all'interno del romanzo e non compare nel film[28].
- Nel 1994 Bram van Splunteren montò un documentario sulla travagliata esistenza di Frusciante, intitolato VPRO '94[29].